# Glastuinbouw

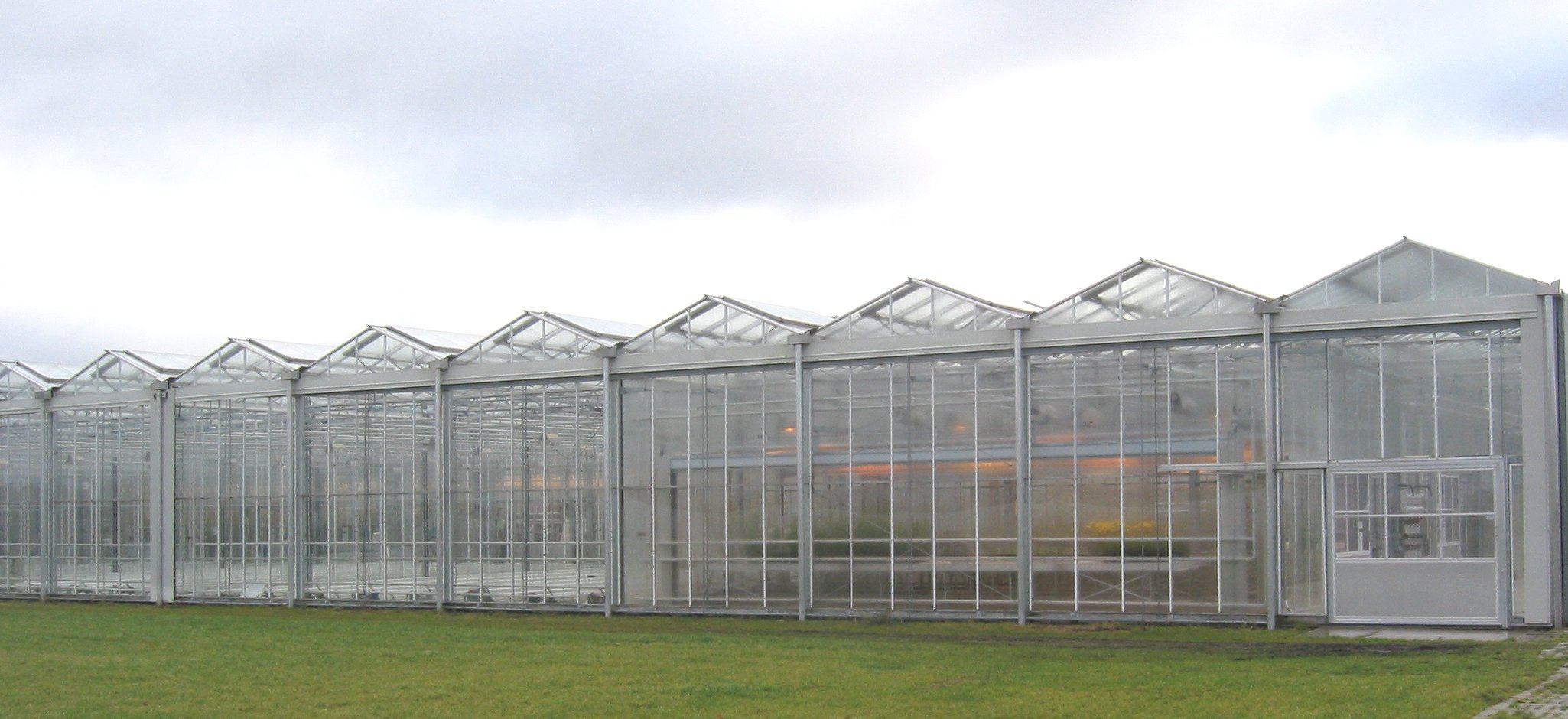
Kenmerkende hoge kas

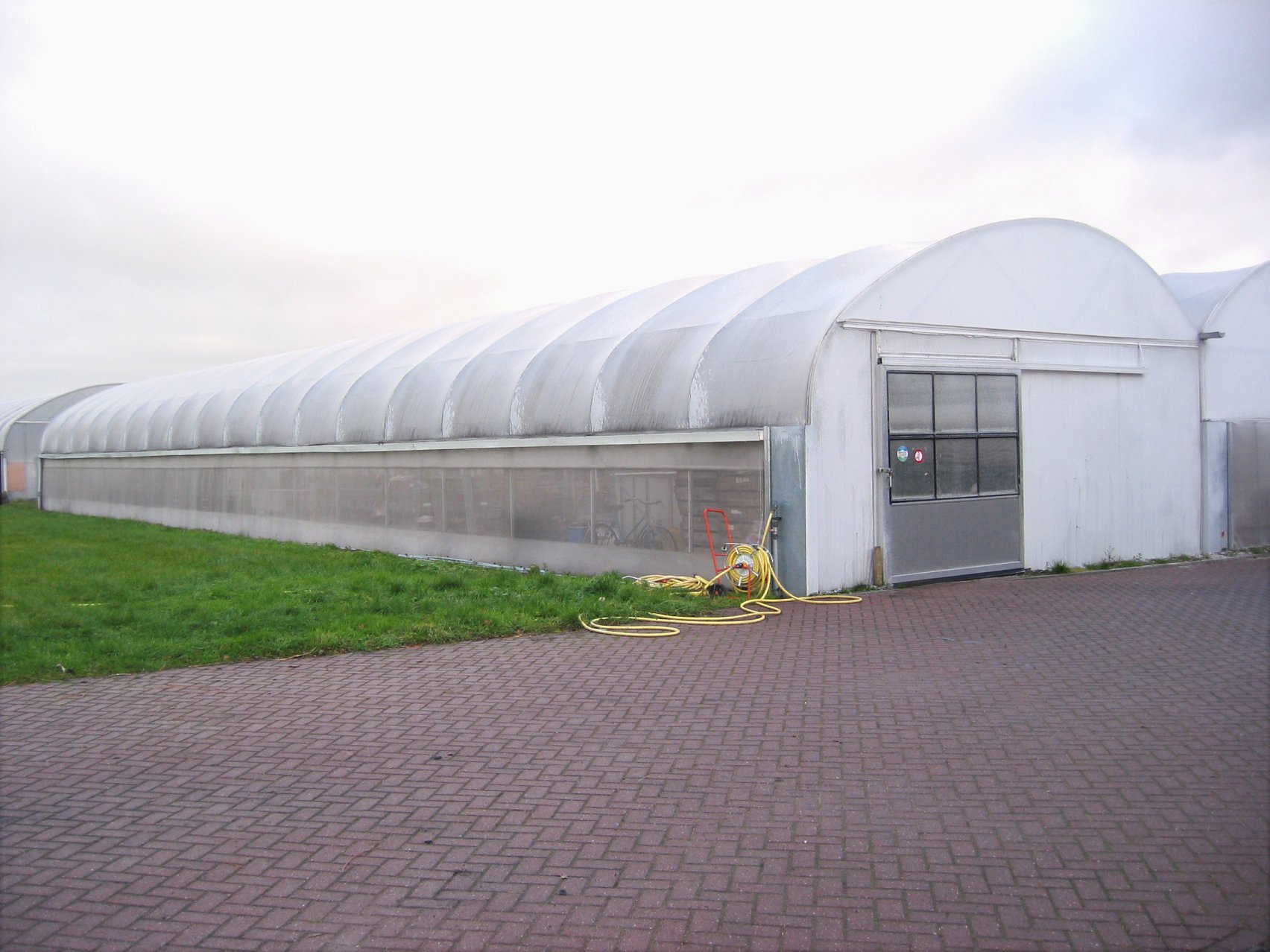
Plasticfolie kas met zijluchting

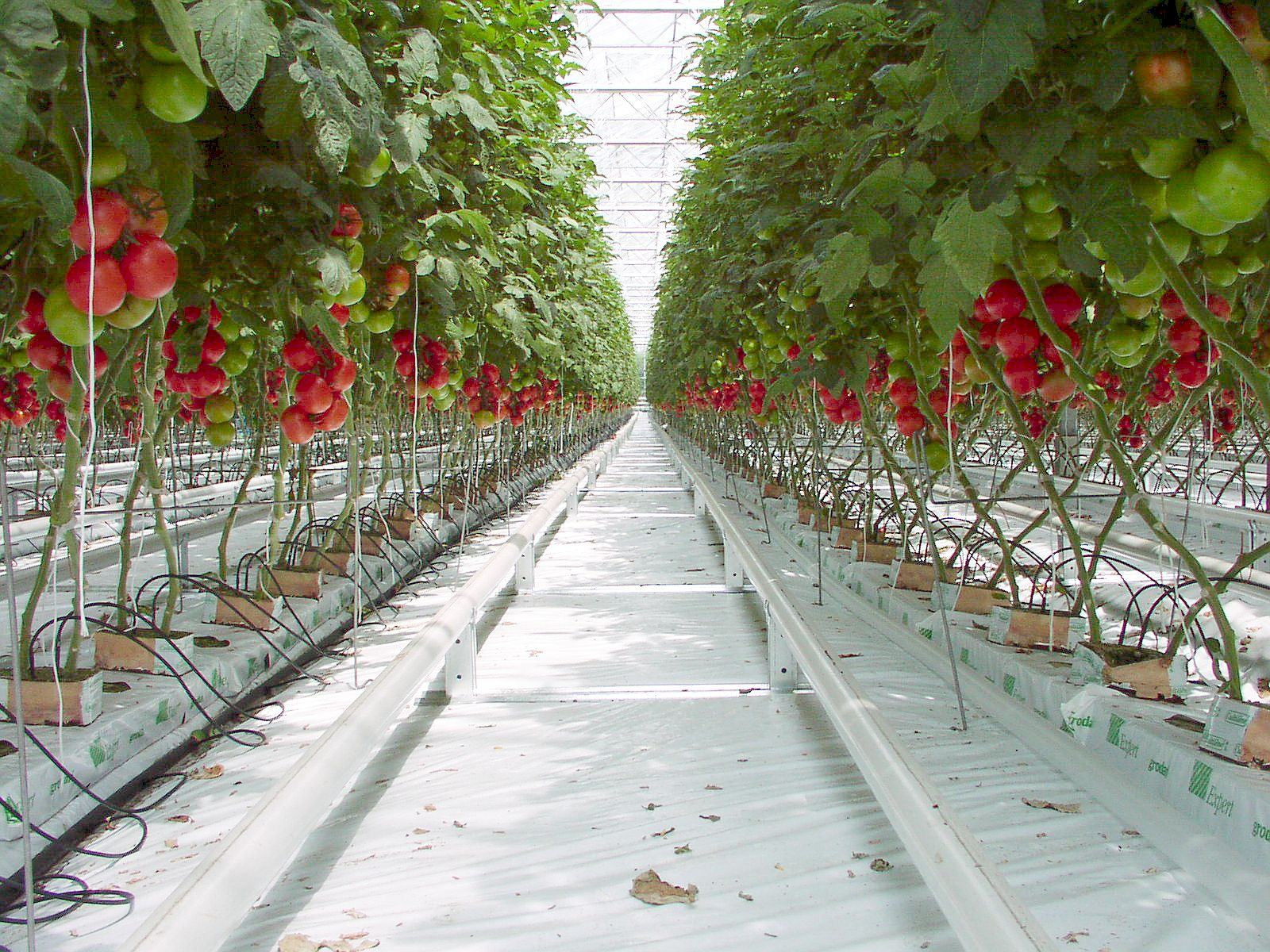
Steenwolteelt met tomaten

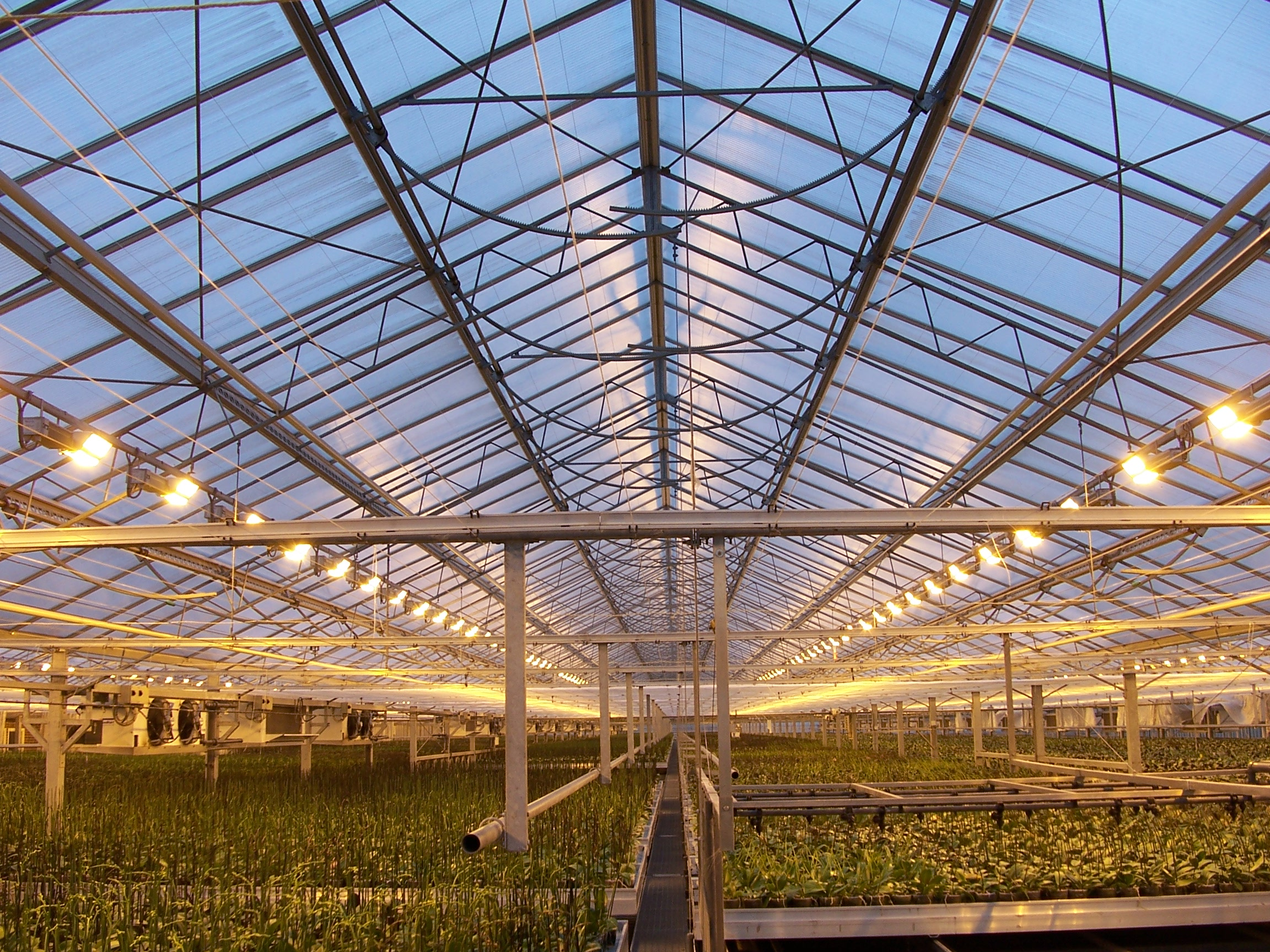
Kas met tabletten

Glastuinbouw is een vorm van beschermde teelt waarbij men gebruikmaakt van een kas waarbij glas (of sommige kunststoffen) de barrière vormt tussen de buitenlucht – een oncontroleerbare atmosfeer – en de wel controleerbare lucht in het gebouw. Hierdoor kunnen gewassen als bloemen, en groenten gekweekt worden onder omstandigheden die gunstig zijn voor die planten. Glas wordt gebruikt omdat het zonlicht doorlaat, essentieel voor de groei van de planten. In de zestiende eeuw werd door Rembert Dodoens genoemd dat kelders en schuren als kassen gebruikt werden, maar in de zeventiende eeuw komen er de oranjerieën met eenzijdig licht.

## Nederland
In de 19e eeuw werden in het Westland de droge geestgronden (strandwallen) afgezand en werd het zand op natte veen- en kleigronden gevaren waardoor er een goede ondergrond voor tuinbouw ontstond. Ook omdat er steeds bagger en mest aan de grond toegevoegd werd. Door de matigende invloed van het omringende water, dicht bij de kust (meer zonlicht), de nabijheid van grote bevolkingsconcentraties en innovaties als de kassenbouw, ontstond in het Westland de grootste concentratie glastuinbouw ter wereld.
De eerste kassen werden rond 1850 gebouwd. Hierin werden druiven gekweekt. Het waren simpele glazen kassen, die aan één kant tegen een muur leunden. Rond 1900 ontstonden de eerste druivenserres die helemaal van glas waren en verwarmd werden. Voor de teelt van groenten zoals komkommers werd gebruikgemaakt van platglas (eenruiters en Lentse ramen) op platte broeibakken.
De eerste warenhuizen (aaneengeschakelde kassen) werden omstreeks 1940 gebouwd door de eenruiters omhoog te brengen. In de verwarmde kassen met zo veel mogelijk glas was de opbrengst veel hoger en er konden andere producten geteeld worden. Naast komkommers waren dat in eerste instantie vooral tomaten voor de export naar Engeland en Duitsland. Vervolgens kwamen er steeds meer bloemen en planten kwekererijen onder glas en ten slotte allerlei exotische groenten waarbij vooral paprika een succes was.
Naast het Westland werd ook de streek rondom Berkel en Rodenrijs, Pijnacker en Moerkapelle steeds belangrijker voor de glastuinbouw. Een ander glastuinbouwgebied ontstond rond Aalsmeer. Hier worden voornamelijk potplanten en bloemen gekweekt. Verder zijn er ook kleinere gebieden met glastuinbouw te vinden bij de plaatsen Berlikum, Luttelgeest, Ens, IJsselmuiden, Klazienaveen, Erica, Middenmeer, Andijk, Wervershoof, Heerhugowaard, Roelofarendsveen, Rijnsburg, Boskoop, Brielle, Huissen, Made, Dinteloord, Steenbergen, Kapelle, Rilland, Sluiskil, Someren, Asten, Horst en Venlo. 
In de glastuinbouw- en aanverwante bedrijven werkten in 1999 zo'n 150.000 mensen. Die produceerden samen voor zo'n 10 miljard gulden (ruim 4,5 miljard euro) aan groente, fruit, planten en bloemen. Bijna 80% daarvan werd geëxporteerd naar het buitenland. Ontwikkelingen na 2000 zijn onder meer de gesloten kas, ook wel bekend als 'de kas als energiebron' en drijvende kassen, die in waterbergings/overloopgebieden kunnen worden gebruikt.

## Voor- en nadelen
Het kweken in kassen heeft voordelen boven het kweken in de buitenlucht: 
- In kassen kan de kweker de productie volledig sturen door te bepalen welke temperatuur, hoeveel water, licht en CO2 de planten krijgen. In een kas groeien de planten daardoor optimaal en brengen meer op per vierkante meter. Ook is het mogelijk om het hele jaar hetzelfde product te telen. Bijvoorbeeld tomaten en komkommers in januari.
- Telers zijn niet afhankelijk van het weer en er gaan dus veel minder oogsten verloren. Omdat het mogelijk is om te plannen wanneer een gewas geoogst wordt neemt ook het prijsrisico af. In kassen kan er het hele jaar geoogst worden, waardoor telers vaste werknemers kunnen inhuren en minder afhankelijk zijn van seizoenarbeiders.
- Door de afgeschermde omgeving kan het gebruik van meststoffen en gewasbeschermingsmiddelen lager zijn dan bij de minder beschermde 'onbedekte' buitenteelt. Al dan niet biologische gewasbeschermingsmiddelen en stikstof blijven in de kas en hebben geen/minder onbedoelde effecten in het milieu zoals bijvoorbeeld bijensterfte.

Het kweken in kassen heeft ook nadelen: 
- Het kost energie om een kas dag en nacht warm en voor sommige gewassen verlicht te houden. Dit wordt vaak nog geleverd door fossiele brandstoffen. De impact op het klimaat ligt dus hoger dan bij buitenteelt. Wel is het mogelijk het gebruik van energie terug te dringen door bijvoorbeeld het gebruik van restwarmte of een warmtepomp.
- Het is lastig een kas volledig te verduisteren van de buitenwereld. Er is rondom een kas dus vaak sprake van lichtvervuiling.
- Er is een grote financiële investering nodig om een kas te bouwen.

## Milieuproblemen

### Energiegebruik
Kassen moeten dag en nacht warm worden gehouden, en sommige planten moeten zelfs dag en nacht licht hebben. Dit kost veel energie. De Nederlandse tuinbouw gebruikt ongeveer tien procent van het totale Nederlandse aardgasverbruik. Daar komt bij dat bij het gebruik van aardgas broeikasgassen vrijkomen. Die broeikasgassen zijn verantwoordelijk voor het versterken van het zogeheten broeikaseffect. Voor de tuinbouwsector geldt al een flink aantal jaren een verlaagd tarief voor energiebelasting. Veel tuinders maken gebruik van een WKK om de uitstoot van broeikasgassen te verminderen. Deze heeft een rendement van zo'n 98%. De verbrandingsmotor in de WKK drijft een dynamo aan die voor de stroom in de kas zorgt. De warmte die vrijkomt bij verbranding wordt gebruikt om de kas te verwarmen en de CO2 wordt uit de uitlaatgassen gefilterd en komt in de kas terecht. Planten gebruiken CO2 voor de fotosynthese.

### Meststoffen
Planten hebben meststoffen nodig om te groeien. Tuinders geven die dan ook aan hun planten. Maar die planten kunnen maar een beperkte hoeveelheid meststof opnemen. Als de tuinder ze meer dan die hoeveelheid geeft, komt een deel van de meststoffen in het drainwater terecht. Voor zowel meststoffen als gewasbeschermingsmiddelen geldt dat lozing op het oppervlaktewater of openbaar riool niet is toegestaan. De tuinder is dus genoodzaakt om het water te (laten) reinigen of het water intern te laten circuleren. Er komen dus geen meststoffen in het milieu terecht.

### Gewasbeschermingsmiddelen
Chemische gewasbeschermingsmiddelen (pesticiden) worden gebruikt om de gewassen te beschermen tegen insecten, schimmels, aaltjes, bacteriën en virussen. Als deze middelen in het milieu terecht komen, kunnen ze zorgen voor problemen. Ze zijn schadelijk voor de organismen in de natuur en kunnen zo voor een verstoring van het ecosysteem zorgen. Een van de gevolgen kan zijn dat de stoffen zich ophopen in dieren hoger in de voedselketen, zoals vissen, vogels en zoogdieren, en door de ophoping ook voor hen giftig worden. In de maatschappij is er daarnaast vrees dat de middelen op de groente blijven zitten en de gezondheid van mensen negatief beïnvloeden.

### Lichtvervuiling

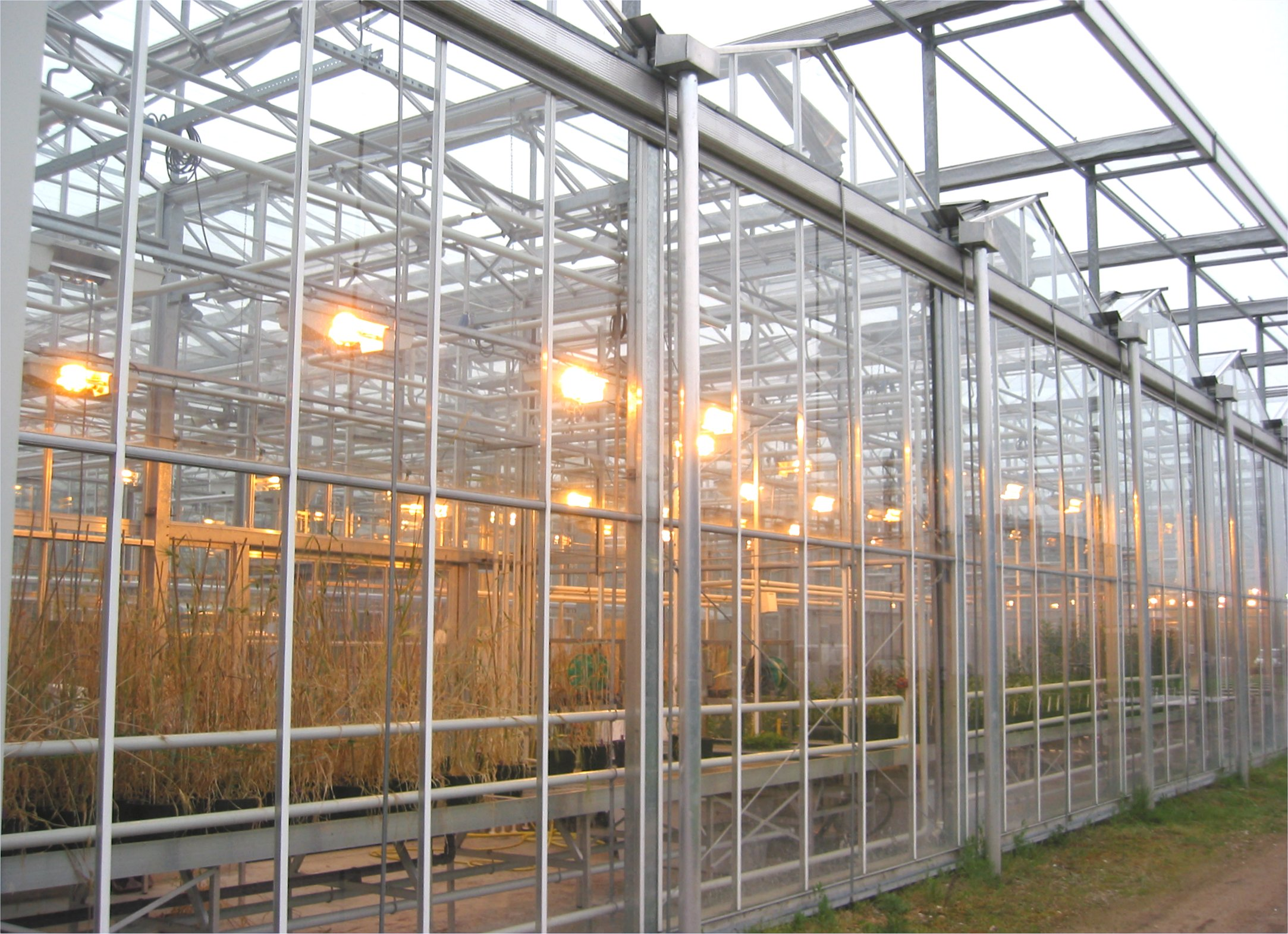
Assimilatieverlichting

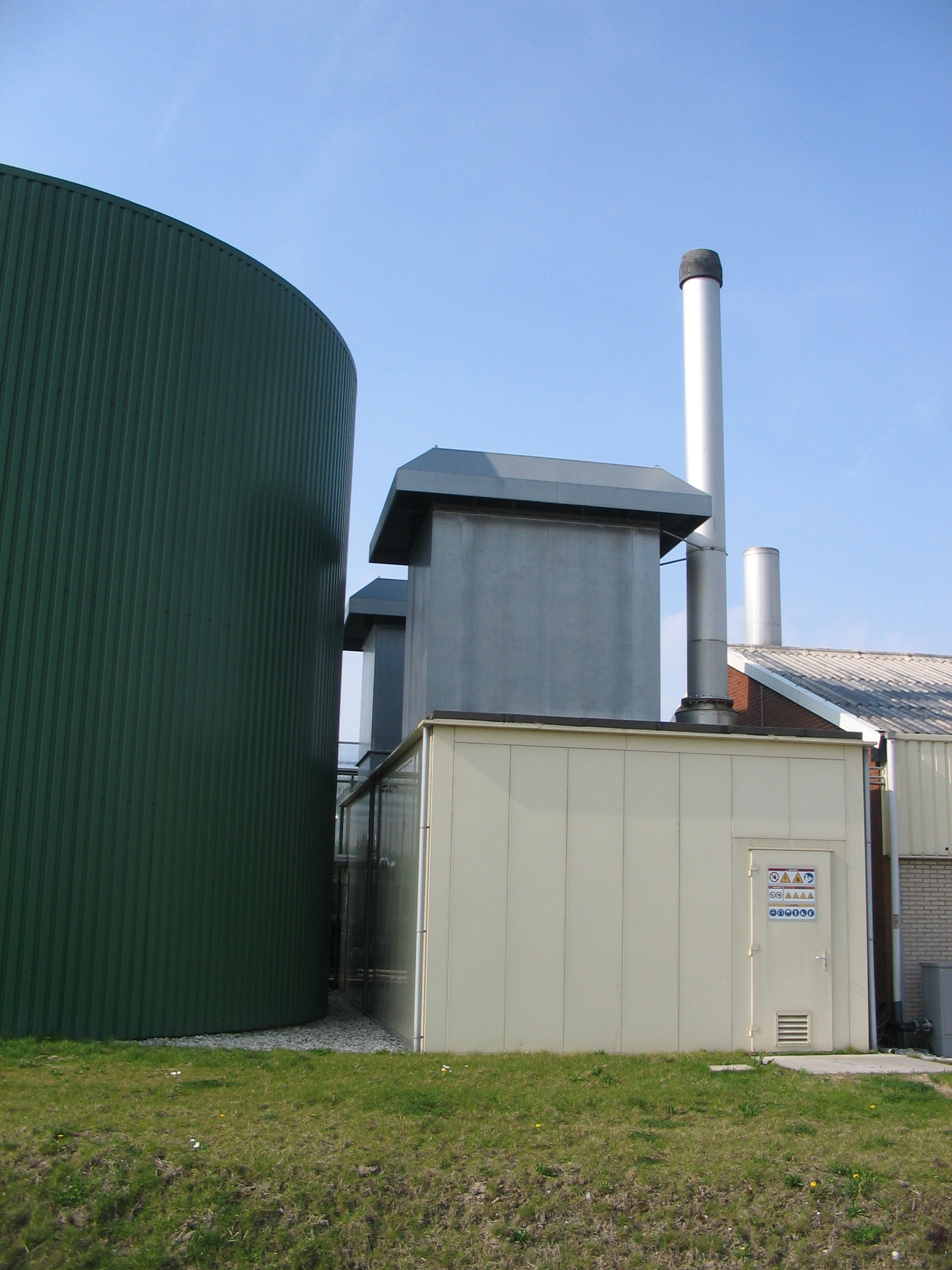
WKK-installatie bij glastuinbouwbedrijf

In de glastuinbouw toegepaste assimilatieverlichting vormt een van de grootste bronnen van lichtvervuiling. Het dag- en nachtritme van de natuur en omwonenden in de buurt van glastuinbouw raakt verstoord. Ook is lichtvervuiling hinderlijk voor astronomische waarnemingen. Om deze lichtvervuiling te verminderen, is wetgeving in het leven geroepen die de belichtende telers verplicht dichte schermen te gebruiken waardoor de lichtvervuiling deels teruggedrongen wordt.

## Ontwikkelingen

### Energiegebruik en CO2-uitstoot
Door toenemende nationale en Europese regelgeving, de stijgende energieprijs, en het maatschappelijk debat over duurzaamheid is de sector genoodzaakt, continu te innoveren. Energie wordt gebruikt om de kassen te verwarmen, te verlichten (in sommige gevallen) en om CO2 te verkrijgen. Omdat de kosten van energie bij veel bedrijven meer dan 30% van de totale kosten bedragen valt hier veel winst te behalen.
Kwekers gebruiken al jaren de CO2 die vrijkomt bij het verwarmen van de kas, om het gewas sneller te laten groeien. Planten groeien door middel van het zogenaamde fotosynthese proces. Dit wil zeggen dat de chloroplasten van de planten uit zonlicht, warmte, water en CO2 suikers maakt. Deze suikers gebruikt de plant weer om te groeien. Uit tests is gebleken dat door het verhogen van het CO2 gehalte de opbrengst stijgt. Voorheen werd er ’s zomers, wanneer geen extra warmte gewenst is, gestookt om het CO2 te verkrijgen. In 2005 is er gestart met het samenwerkingsverband OCAP. Deze transporteert het afvalproduct CO2 van de petrochemische industrie in de Botlek (bij Rotterdam) via een oude oliepijplijn naar de tuinbouwkassen in het Westland, Bleiswijk, Berkel-Rodenrijs en Bergschenhoek. Zo’n 500 tuinbouwbedrijven zijn momenteel aangesloten op dit netwerk, waardoor er een aanzienlijke hoeveelheid energie bespaard wordt.
Veel tuinders gebruiken een warmte-krachtkoppelingsinstallatie (WKK) om de kas te verwarmen en tegelijkertijd stroom te produceren. Vrijgekomen CO2 wordt gebruikt om het gewas te laten groeien en elektriciteit die niet gebruikt wordt, wordt teruggeleverd aan het energienet. Nadeel is dat men genoeg hectare moet bezitten om de geproduceerde warmte kwijt te kunnen. Bij een WKK wordt 95 tot 98% van de energie nuttig besteed.
Sinds 2008 vinden tevens boringen naar aardwarmte plaats. Er wordt hierbij geboord naar diepten van ca. 2500-3000 meter en het warme water op deze diepten wordt vervolgens gebruikt voor het verwarmen van het glastuinbouw bedrijf. Omdat een gemiddeld glastuinbouw bedrijf ruim voldoende heeft aan de hierbij geoogste warmte, zijn er tevens constructies opgezet waarbij nabijgelegen woonwijken of zwembaden gebruikmaken van de overtollige warmte.
In 2020 was volgens de Energiemonitor van de Nederlandse glastuinbouw ongeveer een vijfde van het energiegebruik in de bedrijfstak afkomstig van duurzame bronnen of restwarmte. De verduurzaming van het energiegebruik verloopt traag, en de uitstoot van CO2 is in 2020 zelfs iets toegenomen.

### Meststoffen
Meststoffen zijn nodig, om het product te laten groeien. Om te voorkomen dat meststoffen in de natuur terechtkomen wordt er overwegend niet meer in de grond, maar boven op de grond in substraat geteeld. Als substraat wordt voornamelijk steenwol gebruikt in de tuinbouw. Het water, met de daarin opgeloste meststoffen worden in recirculerende systemen steeds hergebruikt. Meststoffen komen hierdoor niet meer in het oppervlaktewater terecht, waardoor de waterkwaliteit verbetert.

### Gewasbeschermingsmiddelen
Door veranderende nationale regelgeving en het ontdekken van biologische alternatieven worden steeds minder chemische gewasbeschermingsmiddelen gebruikt voor het beschermen van het product in de glastuinbouw.
Daarvoor in de plaats worden er biologische gewasbeschermingsmiddelen in de vorm van roofmijten, sluipwespen en resistente rassen ingezet. Door de integratie van de natuurlijke vijanden van de schadelijke insecten die in de kas voor kunnen komen, kan men vrijwel zonder insecticiden het gewas schoon houden van schadelijke insecten. Hiernaast worden in steeds meer kassen de ramen met gaas afgehangen, waardoor het voor schadelijke insecten (bijna) niet meer mogelijk is binnen te komen. Ook hierdoor is het gebruik van chemische middelen de afgelopen jaren sterk afgenomen. Toch worden er nog steeds bij 'teelten onder glas' te veel en verboden gewasbeschermingsmiddelen gebruikt, met name door de sierteelt. De waterschappen hebben veel last van te hoge concentraties van chemische gewasbeschermingsmiddelen in het geloosde water van tuinbouwbedrijven.

### Schaalvergroting en automatisering
Om de winsten te verhogen gingen steeds meer bedrijven over tot schaalvergroting. Hierdoor is het aantal tuinbouwbedrijven in 25 jaar gehalveerd van 15.700 tot ruim 8.300 in 2006. Het oppervlak per bedrijf is veel groter geworden. In 1980 had een gemiddelde glastuinder 0,555 hectare teelt onder glas. In 2006 betrof het 1,245 hectare, wat neer komt op een stijging van 124%, in 2014 bedroeg het gemiddelde areaal 2,15 hectare. Doordat het totale areaal aan het afnemen is en het gemiddelde areaal toeneemt, wordt al snel duidelijk dat het aantal glastuinbouw bedrijven sterk afneemt door slechte financiële resultaten. Het aantal megabedrijven in Nederland met een kassencomplex van 100 hectare of meer is van 2 in 1990 gestegen naar 69 in 2007. Het aantal bedrijven met een complex tussen de 50 en 100 hectare is gestegen van 39 naar 215 in 2007.
Schaalvergroting betekent massafabricage van groente en fruit. Het is voor de ondernemer noodzakelijk te investeren in automatiseringen als kasautomatisering en mechanisatie van het productieproces. Stijgende energieprijzen veroorzaken een extra focus op energiebesparende maatregelen, zoals WKK’s. De natuurlijke kweekwijze is hiermee vergeleken niet meer rendabel en wordt in Nederland massaal verlaten.

## Toekomst
Van de gesloten kas wordt veel verwacht op de korte termijn. Na de eerste proefkas en de bouw van een aantal gesloten kassen is er sinds 2007 het door het Ministerie van LNV opgezette subsidietraject “Marktintroductie Energie Innovaties” ter grootte van ca. 225 miljoen euro ter bevordering van de (semi) gesloten kas en andere energie besparende kassystemen.
Momenteel worden in de glastuinbouw proeven gedaan met het gebruik van aardwarmte om de kas te verwarmen. Door het gebruik van aardwarmte is het niet meer noodzakelijk dat er gas gebruikt wordt voor de verwarming van de kas. Ook worden er proeven gedaan met het sluiten van de kas. 's Zomers wordt het overschot aan warmte door middel van een warmtewisselaar in een ondergrondse waterlaag opgeslagen en 's winters wordt het warme water uit de waterlaag gebruikt om met een warmtewisselaar de kas te verwarmen. Bijkomend voordeel van het sluiten van de kas is dat de CO2p-concentratie hoger is aangezien die niet kan weglekken door de, in de zomer, openstaande ramen en daardoor groeien de planten sneller.
Een andere ontwikkeling is de LED-belichting. Sommige gewassen zoals rozen gebruiken, voor de hoogste opbrengst, ‘s nachts kunstverlichting. Ook wel assimilatieverlichting genoemd. De lampen die momenteel gebruikt worden hebben veel energie nodig, waardoor de gebruikskosten hoog zijn. Daarnaast geven deze lampen veel warmte af, waardoor het binnen in de kas te warm wordt. Gevolg is dat de tuinder de ramen open zet, zodat de warmte weg kan. Het voordeel van LED-belichting is dat het energiezuiniger is vergeleken met de traditionele verlichting. Ook geven LED lampen minder warmte af en gaan ze langer mee. Verwacht wordt dat tussen 2010 en 2015 LED-belichting toegepast zal worden in de glastuinbouw.
Telers zijn ook genoodzaakt de beschikbare oppervlakte in de kas optimaal te benutten. Dit leidt tot andere teelttechnieken zoals het telen van sla en kruiden in kunststofgoten die automatisch op de noodzakelijke teeltafstand getrokken worden. Planten worden doorheen het kweekproces steeds vaker verplant en in een medium geplaatst dat net die ruimte biedt die de plant strikt nodig heeft voor haar groei. In de sierteelt worden planten soms tot vier keer wijder gezet alvorens ze leverbaar zijn. LED-belichting laat ook toe om in meerdere lagen te kweken.

## Politiek
Om de milieuschade van de glastuinbouw te verminderen, is in Nederland het Convenant Glastuinbouw en Milieu in 1997 ingesteld. Ook andere milieumaatregelen worden genomen, en het gebruik van biologische gewasbescherming wordt aangemoedigd.
De Nederlandse overheid wil dat de glastuinders milieuvriendelijker gaan werken, maar tegelijkertijd ook winst blijven maken. Om zowel aan het milieu als aan de economische kant te kunnen werken wordt een verandering (herstructurering) van de glastuinbouw nodig geacht. Er moeten nieuwe kassen komen, waarin milieuvriendelijker, maar ook efficiënter geproduceerd kan worden. Ook de gebieden waarin de kassen staan, moeten aangepast worden. En er moeten nieuwe gebieden komen, zodat de oude gebieden minder vol worden en ook daar ruimte ontstaat voor een milieuvriendelijker werkwijze.
Het ministerie van LNV heeft de 'Regeling structuurverbetering glastuinbouwbedrijven' gemaakt. Door deze regeling kan een tuinder bijvoorbeeld subsidie krijgen als hij zijn kas afbreekt en zijn land verkoopt aan de buurman die zijn bedrijf wil verbeteren. Ook kan een tuinder subsidie krijgen als hij een oude kas vervangt door een nieuwe, milieuvriendelijke kas.
Een belangrijk onderdeel van de herstructurering is het moderniseren van de glastuinbouwgebieden. Een groot deel van deze gebieden is verouderd. De wegen, de water- en de energievoorziening voldoen niet meer aan de eisen die de moderne groentefabricage stelt. Daarom moeten de bestaande gebieden opnieuw worden ingedeeld. Daarnaast moeten er nieuwe gebieden aangelegd worden. Een doel van de herstructurering was het creëren van 400 hectare (4.000.000 m2) nieuw kassengebied tot en met 2002.

## Areaalontwikkeling staandglas
| Aantal hectares glastuinbouw tussen 1940 en 2020 |
| ------------------------------------------------ |
|                                                  |

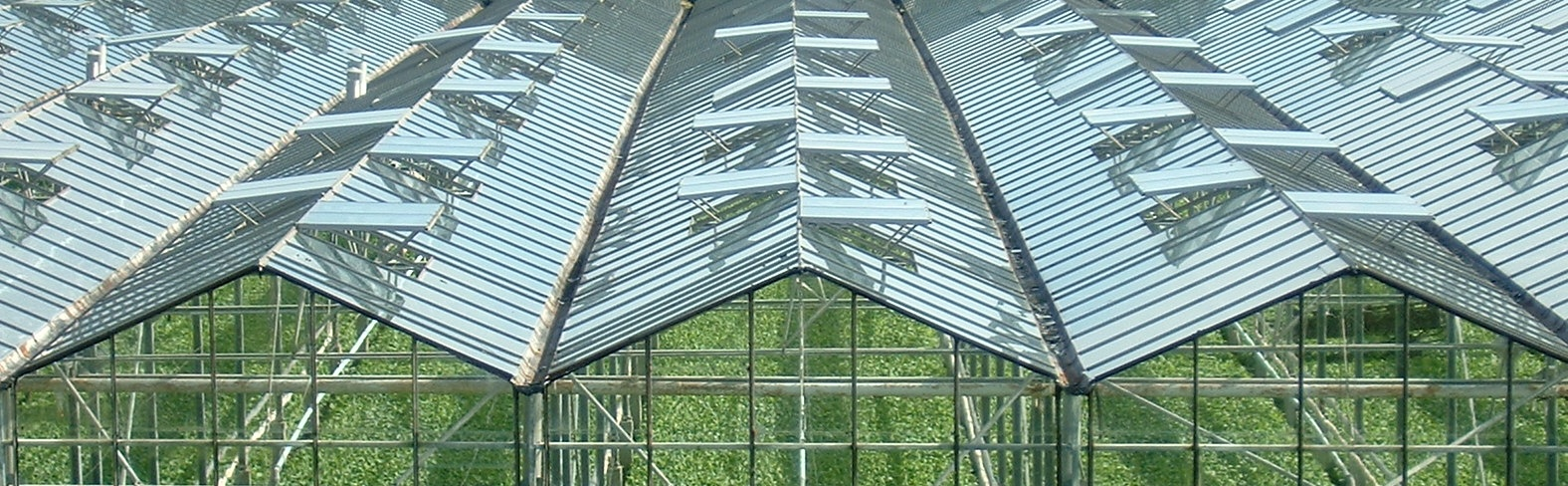
Kassen

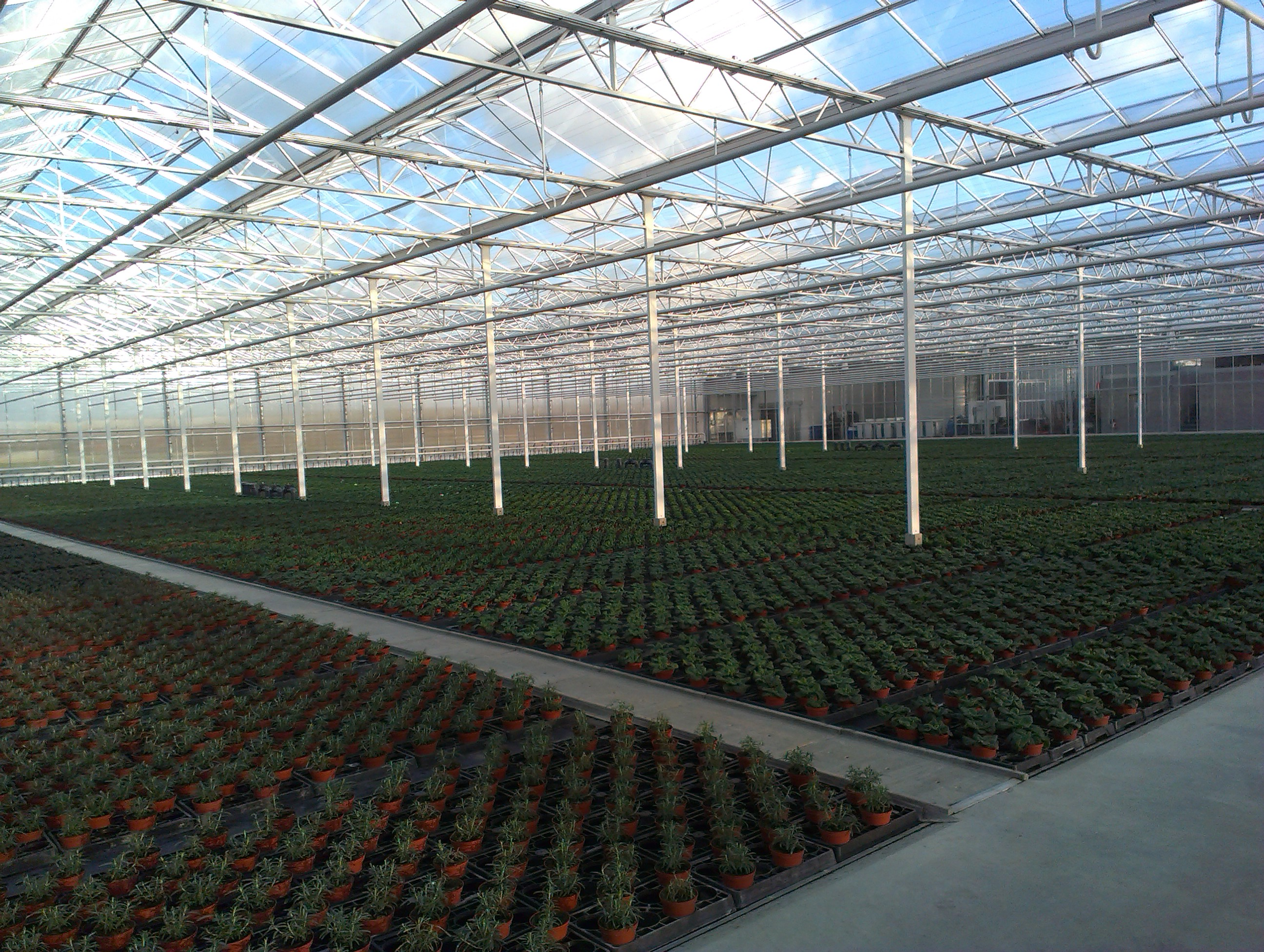
Sierteeltbedrijf van potplanten

Tijdens de Tweede Wereldoorlog liep het areaal terug om daarna weer uit te breiden. Na het jaar 2000 stagneerde de groei.

## Voetnoten
1. ↑  Definitie warenhuis
2. ↑  aardgasverbruik tuinbouwsector NL
3. ↑  http://www.lei.dlo.nl/publicaties/PDF/2008/2008-019.pdf (destijds online): informatie over de WKK
4. ↑  Energiemonitor van de Nederlandse glastuinbouw 2020 Wageningen economic research, 2021. Gearchiveerd op 27 september 2022.
5. ↑  Verduurzaming stokt in de glastuinbouw NRC, 28 april 2022. Gearchiveerd op 21 mei 2022.
6. ↑  Gebruik bestrijdingsmiddelen in de tuinbouw (zie tomaten en paprika’s voor glastuinbouwproducten). Gearchiveerd op 9 november 2007. Geraadpleegd op 31 augustus 2008.
7. ↑  Siertelers riskeren intrekken spuitlicentie en fikse boete. Gearchiveerd op 6 september 2017. Geraadpleegd op 6 september 2017.
8. ↑  Siertelers riskeren intrekken spuitlicentie en fikse boete. Gearchiveerd op 18 mei 2022.
9. ↑  http://www.agrimatie.nl/SectorResultaat.aspx?subpubID=2232&sectorID=2240
10. ↑  https://www.volkskrant.nl/dossier-archief/in-de-glastuinbouw-ging-het-in-dertig-jaar-niet-zo-slecht~a3323904/. Gearchiveerd op 21 maart 2018.
11. ↑  http://www.lei.dlo.nl/publicaties/PDF/2008/2008-048.pdf Land- en tuinbouwcijfers (onder andere bedrijfsgrootte), destijds online te raadplegen
12. ↑  hortinews.com: artikel over schaalvergroting en trends (destijds online te raadplegen)
13. ↑  Aardwarmte als eerst in gebruik bij teler in Bleiswijk
14. ↑  energiek2020.nu: ontwikkeling van de LED-belichting
15. ↑  brochure "in de kas" van het ministerie van Landbouw, Natuur en Voedselkwaliteit (detijds te raadplegen in PDF-formaat via postbus51.nl)